# 書堂
書堂（ソダン、しょどう）は、朝鮮王朝時代の私塾のことである。書院とともに、朝鮮時代の全国的な民間（初等）教育機関であった。

## 概要

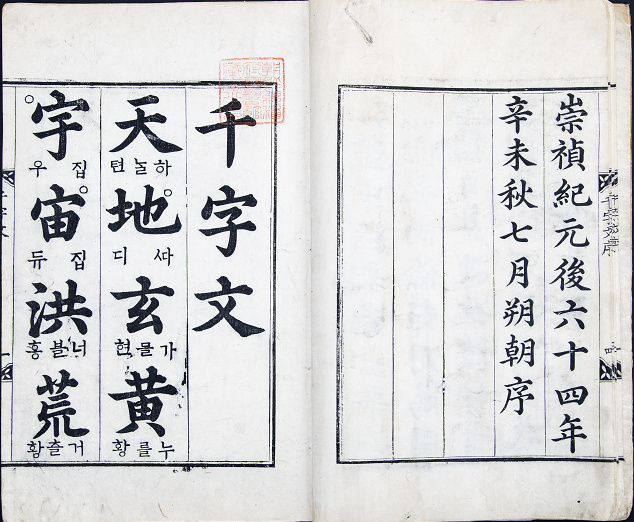
書堂で教科書として一般的に使われた『千字文』。ハングルの訓読が付いている

書堂は李氏朝鮮時代から日本統治時代にかけて、朝鮮の各村に設置されていた。書院が主に両班（朝鮮時代の貴族）を中心とする上流階級の教育を担ったのに対して、書堂は主に郷吏（自作農や地主などから構成される村の役人で、身分は低いが経済力と政治力があった）を中心とする庶民階級の初等教育を担った。
書堂の教育内容は経学・漢籍が中心であったという点で、日本の江戸時代の郷学に近いが、庶民向けの民間の初等教育機関であったという点で、日本の寺子屋に比較される。一方書院は、上流階級向けの教育機関であったという点で、日本で主に武士階級が漢籍等を習った郷学・藩校に比較される。ただし、一口に「書堂」や「書院」と言ってもいろいろな形態がある。朝鮮時代後期には書院が衰退し、最終的に1871年に全て廃止されたため、あらゆる階層の人間が書堂で初等教育を学ぶようになっている。
書堂は大まかに分けて、先生が自分で塾を営み近隣の子供らを教育する訓長自営、両班などの資産家が単独でコストを負担して先生を招き、主に自身の子や親戚を教育する有志独営、町の有志が共同でコストを負担して先生を招く有志組合、村全体でコストを負担して先生を招く村組合の4種に分けられる。
訓長（フンジャン、書堂の先生）は村の人から尊敬されていたので、訓長を称える石碑が村に残っていることがある。ある程度の規模になると先生が全員の生徒を直接指導することができないため、よくできる生徒が代わりに下の生徒の面倒を見ることになり、生徒が先生より影響力を持つ書堂もあった。地方の村に設置された書堂は規模が小さく、先生が詩文を知らない場合もあった。特に朝鮮時代後期には食い詰めたソンビ崩れ（朝鮮時代の学歴難民、科挙に合格できなかったので地方の村で塾の先生をやっているような人）がやっている書堂もあった。
書堂では漢籍の素読や習字が行われ、儒教の中でも朱子学が特に学ばれた。教科書としてはまず『千字文』（千個の漢字にハングルで読み仮名を振ったもの）、次に『童蒙先習』（道徳や歴史などがまとめられた児童向けの教養書）、『明心宝鑑』などが用いられた。（『千字文』は日本の寺子屋でもよく使われていた）。一冊の本をすべて学び終わった時には、チェクゴリ（冊礼）が行われた。（先生に感謝してクラスのみんなと一緒にお祝いする風習で、現在も教育機関においてチェクゴリは一般的に「打ち上げパーティ」のような形で行われている。）
書堂で四書五経まで学び、郷校と四学（郷校は地方にあった公立の学校で、日本の藩校に相当。四学は漢城にあった国立学校。それぞれ中等教育を担う）の入学に備え、最終的には成均館（朝鮮時代の最高学府）や科挙の合格を目指した。
書堂とは元々両班の自宅の書斎のことで、自宅に家庭教師を住まわせて一族の子弟を教育させたものである。朝鮮時代は通貨経済が十分に発達していなかったので、訓長の生活の面倒を父兄がみたり穀物等の現物支払いする場合が多かった。書堂の生徒は7歳から16歳の子供たちが中心であったが、書堂によっては20歳から25歳以上の成人が学んでいる場合も多く、生徒の学習レベルに応じてマンツーマン式で異なる内容の授業を行ったので、必ずしも初等教育に限られたとは言い切れない。

## 教育内容
教育内容は、主に購読・製述・習字の3種類である。
「講読」は、『童蒙先習』『通鑑』『小学』『四書』『三経』『史記』『唐宋文』『唐律』などの購読を行うのが一般的であり、書堂によっては『春秋』『礼記』『近思録』などの購読が行われることがあった。
「製述」は、詩文を教えることで、五言絶句・七言絶句・四律・古体詩・十八句詩・作文などの作法を教えた。
「習字」は、まず楷書を習い、次に行書・草書を習った。

## 歴史

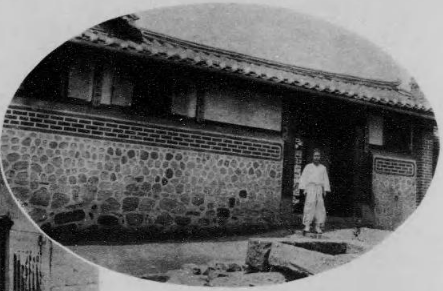
1920年頃の書堂。外観

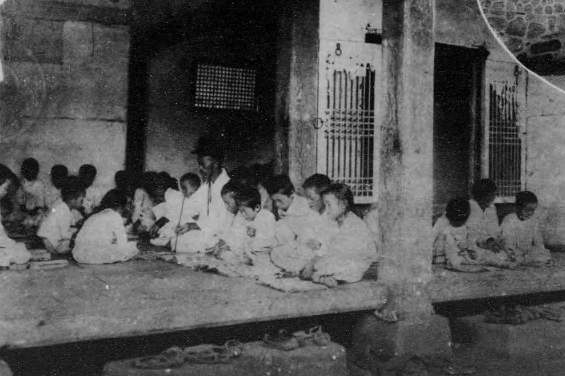
同上の内部

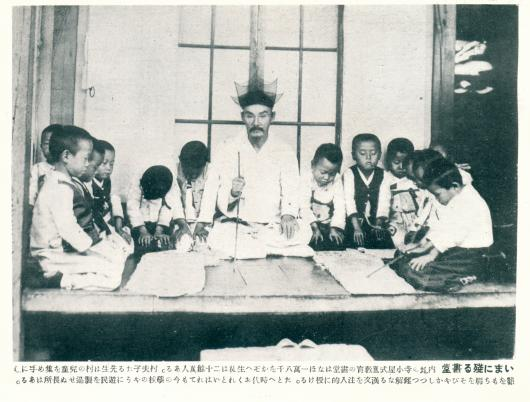
1930年頃の書堂

起源は高麗時代に遡ることができるが、全国に設置されるようになったのは高麗時代末期から朝鮮王朝時代初期にかけてである。
朝鮮王朝初期には奨励策が取られ、孝宗10年（1659年）に成均館の祭酒(大学長)の宋浚吉によって、書堂を各村に均等に置き、成績優秀者には官職を与えるなどの命令が出された。
開国後の1883年から日韓併合直前の1908年にかけて約5000校の書堂が設立された。当初、初等教育機関（普通学校）の数が十分でなかったため増加をみたが、初等教育機関の普及とともに減少していった。日韓併合の時点で約20000校の書堂が存在したが、日本統治時代になっても存続し、日本式の初等教育と対立した。1918年以降は朝鮮総督府が義務教育制度を強化し、寺子屋のように自然消滅して近代学校制度への転換が進むことを期待したが、日本統治時代末期になっても約3000校が存在した。1918年2月21日、朝鮮総督府は、書堂規則を制定し（府令）、書堂を監督下に置いた（当時、堂数約2万5000、児童数約25万9000）。
独立後は、漢文教養講座、技術学校、学習塾としての道を歩んだ書堂の他は全て消滅し、近代学校制度に一本化された。

## その他
- 書堂の犬3年で風月を詠む … 「門前の小僧習わぬ経を読む」と言う意味のことわざ。